# 路關
路關是臺灣宗教活動常見用語，包含兩種意義：“路”指遊行隊伍行進的路線，“關”則指路線所經過的廟宇、神壇或紅壇等定點。廟宇透過公告路關的方式，讓信徒知道本次進香、巡境或繞境活動所經過的路線，以方便當地信徒在沿途擺設香案迎接，或者就近前往路線經過的廟宇、神壇參拜。

## 路關的產生
由於路關是神明遊行的路線，因此時間與地點原則上也需經由神明指示才能決定。產生的過程通常可分為以下幾種：
- 神明指示：由廟宇主神透過扶乩或降筆等儀式直接指示
- 神明同意：由廟方人員擬定路線，再以擲筊方式請示主神認可
- 沒有路線：此種方式十分少見，以白沙屯媽祖進香為最有名的例子。每年進香事先只決定「起駕日」、「刈火日」與「回宮日」等日期，至於路線則由媽祖主轎決定，當遇到岔路時，有時會停轎甚久才突然選擇其中一條路前進[3]，2011年甚至出現主轎捨棄西螺大橋不走，轉而帶領眾信徒跨越濁水溪的案例[4]。這樣獨特的進香方式已持續百餘年，成為全臺灣最特殊的進香隊伍。

## 路關的展示方式

香條

### 行前通知
當遊行時間及地點決定後，廟方會張貼公告告知信徒，現在則同時透過信件、網站等進行公告。此外，遶境經過的地方或者廟宇都必須貼上香條，貼香條的目的是要公告給沿途的百姓、廟宇，某月某日什麼神明因舉行某些慶典或者宗教儀式，在遶境的時候會經過此地。香條張貼的方式有特定意義，如果是活動主辦單位以及神明會停駕、駐駕的廟宇，才將香條直貼；如果只是路經此地不作停留，則香條必須斜貼，而斜貼的方式必須指向遶境隊伍前進的方向，讓有參與遶境的隊伍知道行進的方向，並在最後一頂神轎經過之後，隨即將香條撕去，而廟宇也才可以將香案桌收拾起來。

### 遊行隊伍展示

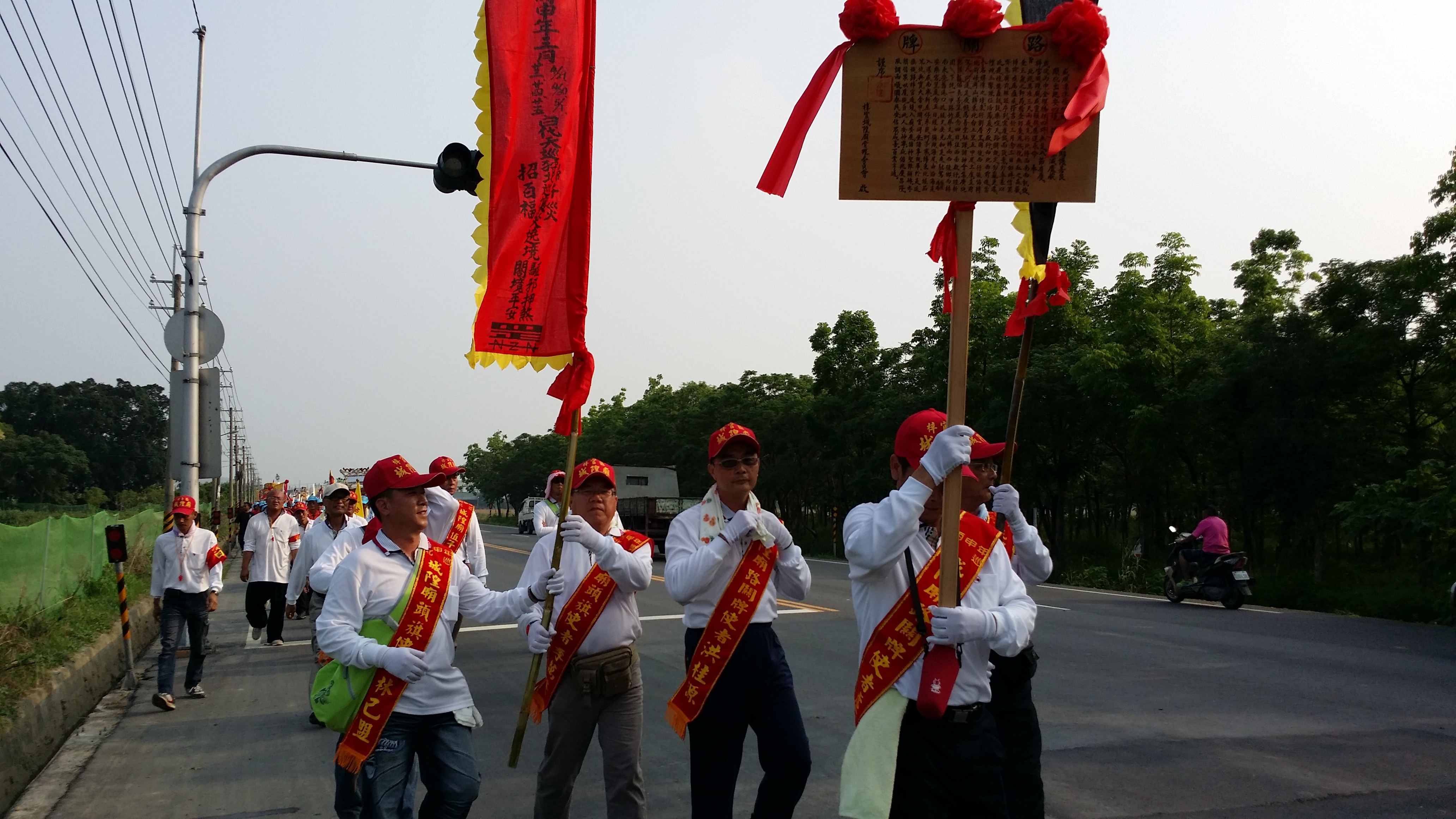
廟宇遊行隊伍前的路關牌與頭旗

路關牌特寫

除了行前通知外，遊行當天也會在隊伍最前端設置路關牌，用以昭告此次繞境或進香遊行的路線，同時也可以維持出巡隊伍的完整與莊嚴。對於長距離的進香遊行，為減輕人員負擔，也有以車輛代替手持的形式，稱為路關車。由於路關牌或路關車位於遊行隊伍最前端，同時也有告知沿途信徒及廟宇神明主轎即將到達，請做好準備的意義。目前則可透過GPS定位的方式，透過網路APP隨時顯示神明主轎所在位置，以方便信徒預做準備 。

## 外部連結
- . 北港迎媽祖. 2017-03-29  [2017-10-19]. （原始内容存档于2018-07-24） （中文（臺灣））.
- 張伯鋒、陳國川.  (PDF). 地理研究Journal of Geographical Research. 2000, (53): 49-70.
- 張珣.  (PDF). 文化資產保存學刊. 2011, (16): 37-46  [2017-10-20]. （原始内容 (PDF)存档于2021-04-23）.
- . www.folktw.com.tw.   [2017-10-19]. （原始内容存档于2020-06-28）.